# Folketingsmedlemmer valgt i 1947
Ved folketingsvalget 28. oktober 1947 indvalgtes 151 medlemmer af Folketinget, herunder to fra Færøerne. Da Danmarks Statistik ikke har offentliggjort opgørelsen over de færøske folketingsmedlemmer, er kun de danske inkluderet i denne liste. Mandatfordelingen var som følger:
| Partibogstav | Partinavn                    | Mandater | +/- | Kredsmandater | Tillægsmandater |
| ------------ | ---------------------------- | -------- | --- | ------------- | --------------- |
| A            | Socialdemokratiet            | 57       | +9  | 57            | 0               |
| B            | Det Radikale Venstre         | 10       | -1  | 4             | 6               |
| C            | Det Konservative Folkeparti  | 17       | -9  | 7             | 10              |
| D            | Venstre                      | 46       | +8  | 46            | 0               |
| E            | Retsforbundet                | 6        | +3  | 0             | 6               |
| K            | Danmarks Kommunistiske Parti | 9        | -9  | 3             | 6               |
| V            | Hovedstadens Venstre         | 3        | +3  | 0             | 3               |

## De valgte medlemmer
| Navn                      | Parti                        |
| ------------------------- | ---------------------------- |
| Kristen Amby              | Det Konservative Folkeparti  |
| Alsing Andersen           | Socialdemokratiet            |
| Christen Andersen         | Socialdemokratiet            |
| Ragnhild Andersen         | Danmarks Kommunistiske Parti |
| Søren Andersen            | Venstre                      |
| Alfred Andreassen         | Socialdemokratiet            |
| Kaj Andresen              | Socialdemokratiet            |
| Elin Appel                | Venstre                      |
| Erik Appel                | Venstre                      |
| C. G. Bartholdy           | Det Konservative Folkeparti  |
| Axel Berg                 | Socialdemokratiet            |
| Bue Bjørner               | Retsforbundet                |
| E. Boeck-Hansen           | Det Konservative Folkeparti  |
| Jul. Bomholt              | Socialdemokratiet            |
| J. N. Brønsted            | Hovedstadens Venstre         |
| Marius Buhl               | Venstre                      |
| Vilh. Buhl                | Socialdemokratiet            |
| Kaj Bundvad               | Socialdemokratiet            |
| N. Busch-Jensen           | Socialdemokratiet            |
| Chr. Hansen Christensen   | Socialdemokratiet            |
| Evald Christensen         | Retsforbundet                |
| N. Chr. Christensen       | Venstre                      |
| Peder Christensen         | Venstre                      |
| Chr. Christiansen         | Socialdemokratiet            |
| Poul Claussen             | Det Konservative Folkeparti  |
| Ingvard Dahl              | Socialdemokratiet            |
| Bertel Dahlgaard          | Det Radikale Venstre         |
| Fr. Dalgaard              | Socialdemokratiet            |
| Kresten Damsgaard         | Venstre                      |
| O. Einer-Jensen           | Socialdemokratiet            |
| Niels Elgaard             | Venstre                      |
| Aage L. H. Elmquist       | Venstre                      |
| Erik Eriksen              | Venstre                      |
| Holger Eriksen            | Socialdemokratiet            |
| Per Federspiel            | Venstre                      |
| V. Fibiger                | Det Konservative Folkeparti  |
| Mogens Fog                | Danmarks Kommunistiske Parti |
| Jens Foged                | Venstre                      |
| Aage Fogh                 | Det Radikale Venstre         |
| Johs. Frandsen            | Venstre                      |
| Hartvig Frisch            | Socialdemokratiet            |
| Simon From                | Venstre                      |
| Kirsten Gloerfelt-Tarp    | Det Radikale Venstre         |
| Jørgen Gram               | Venstre                      |
| Victor Gram               | Socialdemokratiet            |
| Svend Grue-Sørensen       | Venstre                      |
| H. C. Hansen              | Socialdemokratiet            |
| Hans Hansen               | Retsforbundet                |
| Henry Hansen              | Venstre                      |
| Johs. Hansen              | Socialdemokratiet            |
| L. Quist Hansen           | Socialdemokratiet            |
| Poul Hansen (Grenaa)      | Socialdemokratiet            |
| Poul Hansen (Kalundborg)  | Socialdemokratiet            |
| Poul Hansen (Slagelse)    | Socialdemokratiet            |
| Poul Hansen (Svendborg)   | Socialdemokratiet            |
| Rasmus Hansen             | Socialdemokratiet            |
| Th. Hauberg               | Socialdemokratiet            |
| Viggo Hauch               | Venstre                      |
| Hans Hedtoft              | Socialdemokratiet            |
| Frederik Heick            | Venstre                      |
| Marius Heilesen           | Venstre                      |
| Otto Himmelstrup          | Venstre                      |
| Aage G. Holm              | Venstre                      |
| Gustav Holmberg           | Venstre                      |
| Svend Horn                | Socialdemokratiet            |
| Flemming Hvidberg         | Det Konservative Folkeparti  |
| Hans Thyge Jacobsen       | Det Konservative Folkeparti  |
| Frode Jakobsen            | Socialdemokratiet            |
| Peder Jakobsen            | Det Konservative Folkeparti  |
| Alfred Jensen             | Danmarks Kommunistiske Parti |
| Arnth Jensen              | Venstre                      |
| Fanny Jensen              | Socialdemokratiet            |
| Jens Kristian Jensen      | Socialdemokratiet            |
| Kaj Jensen                | Socialdemokratiet            |
| Kirstine Ladefoged Jensen | Hovedstadens Venstre         |
| Lars Peter Jensen         | Socialdemokratiet            |
| R. Funck Jensen           | Retsforbundet                |
| J. Chr. Jensen-Broby      | Venstre                      |
| Kristian Juul             | Venstre                      |
| Jørgen Jørgensen          | Det Radikale Venstre         |
| Svend Jørgensen           | Det Radikale Venstre         |
| Ove Kjældgaard            | Socialdemokratiet            |
| Johs. Kjærbøl             | Socialdemokratiet            |
| P. B. Thisted Knudsen     | Venstre                      |
| Peder Knudsen             | Socialdemokratiet            |
| Bodil Koch                | Socialdemokratiet            |
| H. C. Koefoed             | Venstre                      |
| Ib Kolbjørn               | Socialdemokratiet            |
| Ole Bjørn Kraft           | Det Konservative Folkeparti  |
| Jens O. Krag              | Socialdemokratiet            |
| Axel Kristensen           | Venstre                      |
| Knud Kristensen           | Venstre                      |
| Kr. Kristensen            | Venstre                      |
| Thorkil Kristensen        | Venstre                      |
| C. F. Ladefoged           | Venstre                      |
| Aksel Larsen              | Danmarks Kommunistiske Parti |
| Holger Johs. Larsen       | Socialdemokratiet            |
| Johs. Larsen              | Venstre                      |
| Lars M. Larsen (Bjerre)   | Socialdemokratiet            |
| M. Larsen                 | Socialdemokratiet            |
| S. P. Larsen              | Venstre                      |
| Victor Larsen             | Det Konservative Folkeparti  |
| Wiggo Larsen              | Socialdemokratiet            |
| Anker Lau                 | Hovedstadens Venstre         |
| K. Røhr Lauritzen         | Venstre                      |
| Kai Lindberg              | Socialdemokratiet            |
| Carl Bollerup Madsen      | Socialdemokratiet            |
| Aksel Møller              | Det Konservative Folkeparti  |
| Alvilda Larsen Møller     | Danmarks Kommunistiske Parti |
| Niels Mørk                | Socialdemokratiet            |
| Frede Nielsen             | Socialdemokratiet            |
| Harald Nielsen            | Venstre                      |
| Laurits Lynnerup Nielsen  | Danmarks Kommunistiske Parti |
| Martin Nielsen            | Danmarks Kommunistiske Parti |
| Inger Merete Nordentoft   | Danmarks Kommunistiske Parti |
| Kristen Nygaard           | Det Radikale Venstre         |
| Karl Olsen                | Det Konservative Folkeparti  |
| Lars M. Olsen             | Socialdemokratiet            |
| Gustav Pedersen           | Socialdemokratiet            |
| Laurits Pedersen          | Venstre                      |
| Sofie Pedersen            | Socialdemokratiet            |
| P. B. Pedersen-Nyskov     | Venstre                      |
| Carl Petersen             | Socialdemokratiet            |
| Petra Petersen            | Danmarks Kommunistiske Parti |
| Hans Pinstrup             | Venstre                      |
| Th. Poulsen               | Socialdemokratiet            |
| Carsten Raft              | Det Konservative Folkeparti  |
| Morten P. Rasmussen       | Det Radikale Venstre         |
| Edel Saunte               | Socialdemokratiet            |
| Inger Gautier Schmit      | Venstre                      |
| Einar Simonsen            | Venstre                      |
| Karl Skytte               | Det Radikale Venstre         |
| Axel Sneum                | Socialdemokratiet            |
| Viggo Starcke             | Retsforbundet                |
| Oluf Steen                | Det Radikale Venstre         |
| Johan Strøm               | Socialdemokratiet            |
| Jens Sønderup             | Venstre                      |
| Axel Sørensen             | Det Radikale Venstre         |
| Edvard Sørensen           | Venstre                      |
| Erna Sørensen             | Det Konservative Folkeparti  |
| Marinus Sørensen          | Socialdemokratiet            |
| Friedrich W. Teichert     | Socialdemokratiet            |
| Edward Tesdorpf           | Det Konservative Folkeparti  |
| Knud Thestrup             | Det Konservative Folkeparti  |
| Knud Tholstrup            | Retsforbundet                |
| Ove Weikop                | Det Konservative Folkeparti  |
| Olav Øllgaard             | Venstre                      |

## Personskift i perioden 1947-50
| Stedfortræder            | Parti                       | Afløst medlem     | Dato              | Årsag                           |
| ------------------------ | --------------------------- | ----------------- | ----------------- | ------------------------------- |
| I. Skov Jørgensen        | Hovedstadens Venstre        | J. N. Brønsted    | 17. december 1947 | Brønsted afgik ved døden.       |
| Boye Meyer               | Hovedstadens Venstre        | I. Skov Jørgensen | 1. april 1948     | Jørgensen nedlagde sit mandat.  |
| Finn Poulsen             | Venstre                     | Søren P. Larsen   | 29. maj 1948      | Larsen afgik ved døden.         |
| Hans Hækkerup            | Socialdemokratiet           | Johs. Hansen      | 4. juli 1948      | Hansen afgik ved døden.         |
| Viola Nørløv             | Socialdemokratiet           | Fr. Dalgaard      | 1. november 1948  | Dalgaard nedlagde sit mandat.   |
| A. John Pedersen         | Venstre                     | Knud Kristensen   | 15. januar 1949   | Kristensen nedlagde sit mandat. |
| Leonhard Hansen          | Socialdemokratiet           | Axel Sneum        | 1. oktober 1949   | Sneum nedlagde sit mandat.      |
| Lars Clausen (Olufskjær) | Det Konservative Folkeparti | C. G. Bartholdy   | 4. oktober 1949   | Bartholdy nedlagde sit mandat.  |
| Otto V. Nielsen          | Socialdemokratiet           | Hartvig Frisch    | 11. februar 1950  | Frisch afgik ved døden.         |
| Johs. Jensen             | Retsforbundet               | Bue Bjørner       | 17. februar 1950  | Bjørner afgik ved døden.        |